# Volkswagen Tipo 181
La Volkswagen Tipo 181 è una automobile torpedo costruita dalla casa di Wolfsburg dal 1969 al 1983. La vettura ebbe diverse denominazioni commerciali a seconda del mercato di vendita, quali Kurierwagen in Germania e Austria, Safari in Messico e Sud America, Thing negli Stati Uniti, Trekker nel Regno Unito e Pescaccia in Italia.

## Il contesto
Alla fine degli anni cinquanta i governi francese, italiano e tedesco, appartenenti alla NATO, decisero di interpellare le maggiori case automobilistiche del vecchio continente al fine di realizzare un veicolo militare leggero da ricognizione unificato, in seguito denominato Europa Jeep.
La Volkswagen approntò il progetto della "Tipo 181" nei primi anni sessanta, ma le diverse specifiche tecniche diffuse nel 1966 dalla NATO ne determinarono l'abbandono. Nel 1968 il progetto "181" venne ripreso per rispondere alle esigenze del mercato messicano che richiedeva una vettura maggiormente robusta e adatta a percorrere le dissestate strade di quel Paese, rispetto alla normale "Maggiolino", assemblata a Puebla dal 1967.

## La vettura
Concepita su pianale e meccanica della "Tipo 3", la vettura venne presentata al Salone di Francoforte del 1969.
La carrozzeria, piuttosto squadrata e chiaramente ispirata alla forma della "Munga", poggia su un telaio a piattaforma con trave centrale di rinforzo. Il motore è il solito 4 cilindri boxer derivato dalla "Maggiolino", con cilindrata di 1493 cm³ fino alla fine del 1970 e di 1584 cm³ in seguito, con una potenza di 44 CV fino al 1973 e di 48 CV in seguito.
La struttura a piattaforma è sufficientemente rigida da consentire l'interruzione della carrozzeria alla linea di cintura, senza sovrastrutture di collegamento o roll-bar. La capote era fornita di serie con il sistema a telo su centine, ma poteva opzionalmente essere acquistata una copertura in plastica rigida.

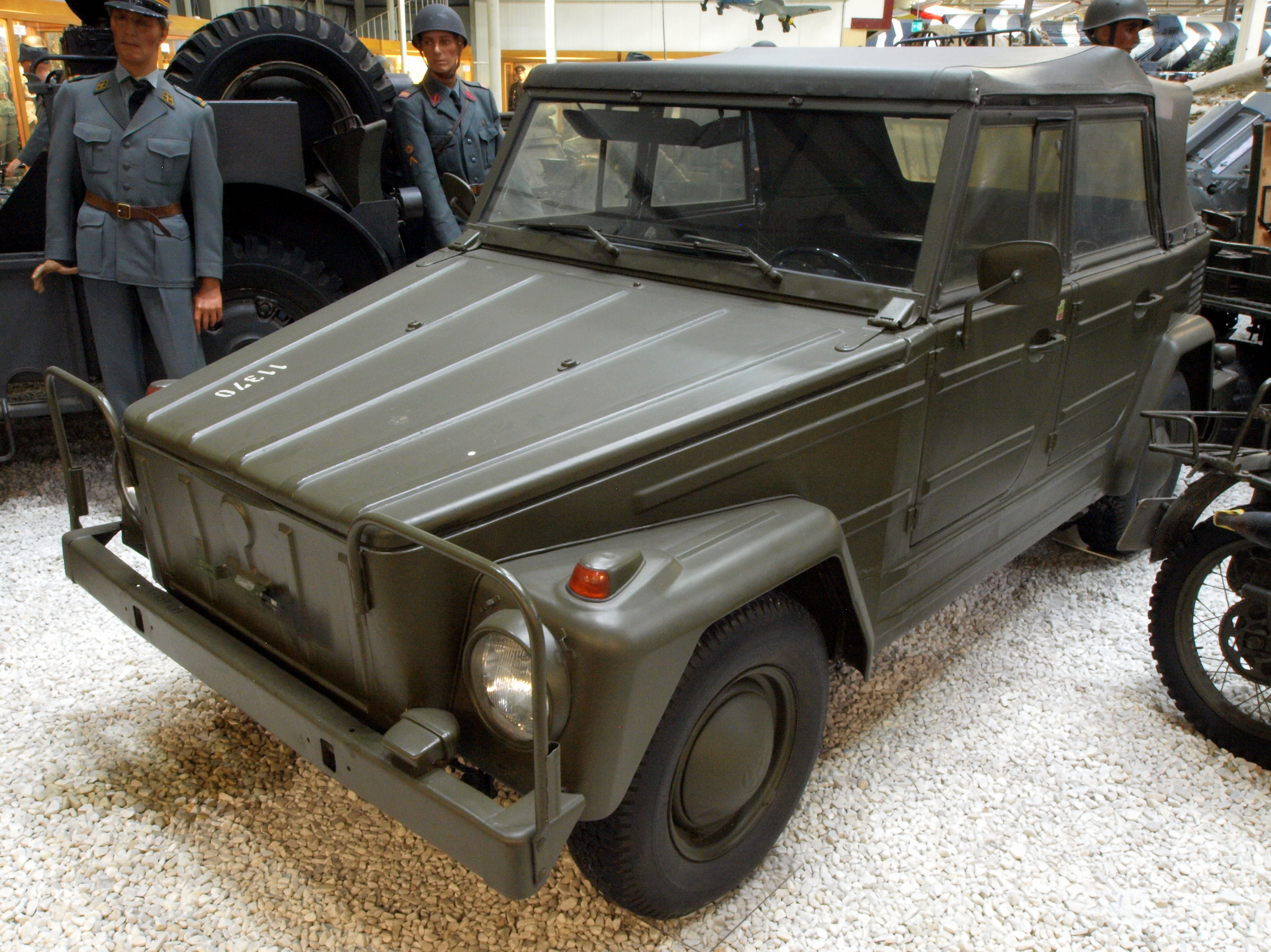
Una Volkswagen Tipo 181 militare

Le caratteristiche di robustezza e semplicità costruttiva ne facevano il veicolo ideale per i brevi tragitti su strade accidentate o per il fuoristrada poco impegnativo. Particolarmente inadatta, invece, per i lunghi viaggi su strada asfaltata, nei quali veniva penalizzata dalla ridotta velocità massima, che arrivava a 110 km/h sulla versione 1493 cm³ e a 115 km/h sui modelli 1584 cm³, e dall'elevata rumorosità di marcia.
Oltre che alla clientela messicana, venne proposta sui mercati europei e statunitense come veicolo per il tempo libero, sulla falsariga delle spiaggine, ma fu anche adottata da corpi della polizia e dell'esercito di vari Paesi.
In Italia, le consegne della "Pescaccia" iniziarono nell'estate 1970, ma la vettura ebbe una scarsa diffusione, sia per l'elevato prezzo di vendita, fissato in 1.550.000 Lire, sia per il consumo di carburante, non propriamente contenuto.